# Rubim
Rubim är en kommun i Brasilien. Den ligger i delstaten Minas Gerais, i den östra delen av landet, 800 km öster om huvudstaden Brasília. År 2022 uppgick antalet invånare till 10 298 personer.